# Emicizumab
Emicizumab (Handelsname Hemlibra; Hersteller Roche) ist ein humanisierter monoklonaler Antikörper und Arzneistoff zur Behandlung der Hämophilie A (mit und ohne Inhibitoren). Emicizumab zählt zu den so genannten bispezifischen Antikörpern und bindet sowohl an den Gerinnungsfaktor IXa als auch an den Faktor X und vermittelt deren Aktivierung. Dies ist in der Regel die Funktion des Gerinnungsfaktors VIII, der bei Hämophilie-A-Patienten fehlt. Emicizumab ahmt somit den Gerinnungsfaktor nach und wirkt insofern als Faktor VIII-Mimetikum.

## Hämophilie A
Die Hämophilie A, auch Bluterkrankheit genannt, ist eine Erbkrankheit, bei der die Blutgerinnung gestört ist. Nach Verletzungen gerinnt das Blut nicht oder nur langsam. Häufig kommt es auch zu Spontanblutungen, die ohne sichtbare Wunden auftreten und unter Umständen lebensbedrohlich sein können, wie z. B. Gehirnblutungen. Hämophilie A tritt fast ausschließlich bei Männern auf. Betroffene Personen werden umgangssprachlich als Bluter bezeichnet. Ursache der Hämophilie A ist ein Mangel an Faktor VIII (antihämophiles Globulin, FVIII). Bisher wurde der fehlende Faktor VIII – prophylaktisch oder nach Bedarf – zwei- bis dreimal pro Woche durch intravenöse Injektion „ersetzt“. Seit 2018 steht der Antikörper Emicizumab für die prophylaktische Dauertherapie bei Hämophilie A-Patienten mit oder ohne Inhibitoren zur Verfügung. Er wird subkutan in einem Abstand bis zu vier Wochen injiziert.
Die Hauptkomplikation bei der Hämophilie-A-Therapie mit FVIII liegt in der Bildung von neutralisierenden Antikörpern gegen den Faktor VIII, den sogenannten Inhibitoren oder Hemmkörpern. Die Inhibitoren verringern die Wirkung des intravenös gespritzten FVIII sehr stark, so dass die notwendige Erhöhung des Faktorspiegels nicht erreicht wird, und es in der Folge wieder zu Blutungen kommt. Diese Komplikation wird auch als Hemmkörperhämophilie bezeichnet. Weltweite Studien zeigen, dass etwa 30 % der behandelten Patienten Inhibitoren entwickeln. Es wird weiterhin diskutiert, ob die Inhibition allein durch die Blockierung der FVIII-Aktivität erfolgt, oder ob es zu einer erhöhten Beseitigung (engl.: clearance) des FVIII durch die Erkennung der Inhibitoren kommt.

## Klinische Angaben

### Anwendungsgebiete
Hemlibra wird angewendet als Routineprophylaxe von Blutungsereignissen bei Patienten mit Hämophilie A (angeborener Faktor-VIII-Mangel):
- mit Faktor-VIII-Hemmkörpern
- ohne Faktor-VIII-Hemmkörper mit

   - schwerer Erkrankung (FVIII < 1 %) 

   - mittelschwerer Erkrankung (FVIII ≥ 1 % und ≤ 5 %) mit schwerem Blutungsphänotyp.
Es kann bei allen Altersgruppen angewendet werden.

### Art und Dauer der Anwendung
Emicizumab wird bei Erwachsenen, Jugendlichen und Kindern mit Hämophilie A – mit oder ohne Inhibitoren – einmal wöchentlich prophylaktisch zur Vermeidung von Blutungen subkutan verabreicht. Nach einer vierwöchigen Initialdosis kann – je nach den Präferenzen des Arztes und des Patienten – aufgrund der konstanten Plasmaspiegel der Abstand bei Erhaltungsdosis von 1, 2 oder 4 Wochen gewählt werden, wie es eben die Therapieadhärenz am besten unterstützt.

## Wirkungsmechanismus
Emicizumab ist ein bispezifischer monoklonaler Antikörper. Ein „Arm“ von Emicizumab bindet an Faktor IXa und der andere „Arm“ an Faktor X. Dadurch bringt Emicizumab diese beiden Faktoren in ähnlicher Weise zusammen, wie aktivierter Faktor VIII dies tun würde. Nach der Injektion kommt es dadurch zur Freisetzung von Faktor Xa, was die normale Blutgerinnung wieder herstellt. Emicizumab wirkt somit als Faktor VIIIa-Mimetikum.

## Zulassungsaspekte

### Chemische und pharmazeutische Informationen
Emicizumab ist ein humanisierter, monoklonaler modifizierter Immunglobulin G4 (IgG4)-Antikörper mit einem bispezifischen Antikörperstruktur-Bindungsfaktor IXa und Faktor X. Emicizumab hat ein ungefähres Molekulargewicht von 145,6 kDa und wird von gentechnisch veränderten Säugerzellen (Chinese Hamster Ovary Cells, CHO-Zellen) hergestellt. Emicizumab hat keine strukturelle Beziehung oder Sequenzhomologie zu FVIII und als solches induziert oder verstärkt es nicht die Entwicklung von direkten Inhibitoren zu FVIII. Emicizumab wirkt auch in deren Gegenwart.

### Geschichte
Japanischen Forschern war es ursprünglich gelungen, den Antikörper Emicizumab zu entwickeln. In einer kleinen Dosisfindungsstudie mit 18 Patienten konnte über 12 Wochen ein Effekt der Behandlung auch bei antikörperproduzierenden Patienten gezeigt werden. Emicizumab wurde zunächst von dem japanischen Unternehmen Chugai Pharmaceutical Co., Ltd. entwickelt. Das Schweizer Pharmaunternehmen Roche hat anschließend Emicizumab gemeinsam mit seinen beiden Tochterunternehmen Chugai und dem amerikanischen Unternehmen Genentech weiterentwickelt und im umfangreichen Studienprogramm HAVEN klinisch geprüft.

### Zulassungsübersicht
Im November 2017 wurde Emicizumab für Hämophilie-A-Patienten mit Inhibitoren seitens der US-amerikanischen Zulassungsbehörde FDA für die USA zugelassen. Der Zulassung war eine Einstufung als Breakthrough Therapy (engl. für ‚Durchbruch in der Therapie‘) vorausgegangen, was den Zulassungsprozess wesentlich beschleunigte. Die vorgelegten Daten für die EU-Zulassung wurden ebenfalls im beschleunigten Verfahren geprüft. Die Zulassung für Europa erfolgte im Februar 2018. Im Oktober 2018 erhielt Emicizumab für die USA und im März 2019 für Europa die Zulassungserweiterung für Patienten jeden Alters mit schwerer Hämophilie A auch ohne Hemmkörper. Die Zulassung für Europa wurde im Januar 2023 auf Patienten mit mittelschwerer Hämophilie A und schwerem Blutungsphänotyp erweitert.

### Zulassungsstudien
Die Zulassung von Hemlibra basiert auf zwei Phase-III-Studien mit Patienten mit Hämophilie A und Inhibitoren im Alter von 12 Jahren und älter (HAVEN 1) und unter 12 Jahren (HAVEN 2). In der HAVEN 1-Studie reduzierte sich bei erwachsenen und jugendlichen Hämophilie A-Patienten mit Inhibitoren (n = 109) unter Hemlibra die jährliche Blutungsrate (annualized bleeding rate, ABR) gegenüber der Vergleichsgruppe signifikant um 87 % (p < 0,0001).
Bei Kindern unter 12 Jahren mit Hämophilie A und Inhibitoren gegen Faktor VIII (n = 60) fielen die Resultate in HAVEN 2 noch günstiger aus: Im aktuell ausgewerteten Beobachtungszeitraum von etwa 40 Wochen wurden bei 94,7 % der Kinder unter Hemlibra-Prophylaxe keine behandelten Blutungen erfasst.
Auf Basis der Ergebnisse von HAVEN 3 erfolgte die Zulassung für Patienten mit schwerer Hämophilie A ohne Hemmkörper. Die vierwöchentliche Applikation wurde aufgrund der Studienergebnisse aus HAVEN 4 zugelassen. Die Zulassung für Patienten mit mittelschwerer Hämophilie erfolgte auf Basis der Ergebnisse von HAVEN 6, die eine wirksame Blutungskontrolle sowie ein vorteilhaftes Sicherheitsprofil bestätigt hat: 78 % der Patienten mit einer mittelschweren Hämophilie A hatten keine behandlungsbedürftigen Blutungen mehr. Über eine mediane Beobachtungsdauer von 30,4 Wochen [17,4-61,7] wurden eine jährliche Blutungsrate (ABR) von 0,9 (95 % KI [0,43; 1,89]) für behandlungsbedürftige Blutungen sowie eine ABR von 0,3 (95 % KI [0,10; 0,84]) für behandlungsbedürftige Gelenkblutungen erreicht.
Die Zulassungsstudien  HAVEN 1–4 konnten über einen Zeitraum von 24 bzw. 52 Wochen die wirksame Blutungsprophylaxe von Hemlibra bei Hämophilie A-Patienten mit oder ohne Hemmkörper zeigen.
Gepoolte Daten daraus bestätigten das Wirksamkeitsprofil in der Langzeitanwendung. Die Mehrheit der Patienten zeigten nach einer Behandlungsdauer von median 82,4 Wochen keine behandlungsbedürftigen Blutungen. Bezogen auf behandelte Blutungen wurde im ersten Jahr der Umstellung ein Wert < 1 erreicht, der in den anschließenden jeweils 24-wöchigen Behandlungsintervallen noch weiter auf 0,7 zurückging. Nach der Hemlibra-Umstellung konnte die mittlere ABR ist von median 8,0 auf 1,4 reduziert werden (95 %-KI:1,1–1,7). Im aktuell letzten ausgewerteten Beobachtungsintervall zwischen Woche 121 und 144 waren 82,4 % der Patienten blutungsfrei.